# جورج بورنس (لاعب غولف)
جورج بورنس (بالإنجليزية: George Burns)‏ هو لاعب غولف أمريكي، ولد في 29 يوليو 1949 في بروكلين في الولايات المتحدة.

## وصلات خارجية
- جورج بورنس على موقع رابطة لاعبي الغولف المحترفين (الإنجليزية)
- جورج بورنس على موقع رابطة أوروبا للاعبي الغولف المحترفين (الإنجليزية)
- جورج بورنس على موقع رابطة اليابان للاعبي الغولف المحترفين (الإنجليزية)
- جورج بورنس على موقع التصنيف العالمي الرسمي للغولف (الإنجليزية)